# Chinese vogelfossielen
De Chinese vogelfossielen zijn een reeks van fossielen die begin jaren 1990 gevonden werden in de Jehol-groep in Liaoning. Belangrijke nieuwe soorten zijn Confuciusornis, Sinornis en Jeholornis.
De vondsten uit de Volksrepubliek China kwamen als een grote verrassing omdat de beenderen van vogels zich meestal niet goed lenen voor fossilisering doordat hun wanden zo dun zijn. De paleontologie van de vogels is daarom een moeilijk onderzoeksgebied. Vondsten uit het Onder-Krijt, tussen Archaeopteryx uit het Jura en de Amerikaanse vondsten uit het Opper-Krijt, waren in het bijzonder erg zeldzaam. Juist uit dit tijdvak komen echter de meeste Chinese vondsten. Niet alleen vult dit een hiaat in de ontstaansgeschiedenis van de vogels waardoor de kennis over hun vroege evolutie enorm is verbeterd, de fossielen bleken ook nog eens van een uitzonderlijk hoge kwaliteit, waarbij zelfs resten van het verenkleed bewaard waren gebleven. Van sommige soorten bleken de fossielen in zeer grote aantallen aanwezig; zo zijn er van Confuciusornis duizenden exemplaren opgedolven. De Chinese vondsten zijn zo de belangrijkste oorzaak geweest van de grote vooruitgang in de paleoörnithologie van de afgelopen jaren. 
De recente vondsten uit China tonen daarbij aan dat er bij sommige groepen dinosauriërs (Dinosauria) duidelijke voorlopers van veren bestaan hebben (Sinosauropteryx) en ook veren van een volledig moderne vorm (Caudipteryx). Aangezien het niet waarschijnlijk is dat zo'n uniek kenmerk meer dan eens in de evolutiegeschiedenis is ontstaan, verduidelijkt dit de relatie tussen vogels en dinosauriërs. Voor de overeenkomsten in het verenkleed is er een aantal mogelijke verklaringen:
1. Vogels zijn dinosauriërs die zijn gaan vliegen nadat veren zijn ontstaan;
2. Dinosauriërs zijn vogels die het vliegen hebben verleerd en (grotendeels) de veren hebben verloren;
3. Beiden stammen af van een, tot nu toe onbekende, gemeenschappelijke voorouder die veren had, maar vogel noch dinosauriër was.

De eerste mogelijkheid wordt tegenwoordig als het meest geloofwaardig gezien, hoewel er groeiend bewijs bestaat dat mogelijkheid twee althans ten dele waar is en sommige groepen van de dinosauriërs, zoal niet in strikte zin vogels, dan toch vliegende voorouders hebben gehad. Het bestaan van Microraptor wijst hier sterk op.
Overigens is er in wetenschappelijke kring ook enig wantrouwen ontstaan ten aanzien van de Chinese vondsten, vooral toen een ervan, Archaeoraptor, een vervalsing bleek en dit voor veel negatieve publiciteit zorgde. Vrij veel fossielen uit China zijn vervalst door het samenvoegen van onvolledige specimina en zelfs het nabootsen van botten en veren. De overgrote meerderheid echter is authentiek.

## Lijst van Chinese vogelfossielen
- Abitusavis
- Apsaravis
- Archaeorhynchus
- Archaeornithura
- Avimaia
- Baminornis
- Beiguornis
- Bellulornis
- Bohaiornis
- Boluochia
- Brevidentavis
- Brevirostruavis
- Camptodontornis
- Cathayornis
- Changchengornis
- Changmaornis
- Changzuiornis
- Chaoyangia
- Chiappeavis
- Chongmingia
- Confuciusornis
- Cratonavis
- Cruralispennia
- Cuspirostrisornis
- Dalianraptor
- Dapingfangornis
- Dingavis
- Dunhuangia
- Eocathayornis
- Eoconfuciusornis
- Eoenantiornis
- Eogranivora
- Eopengornis
- Feitianius
- Fortunguavis
- Fujianvenator
- Gansus
- Grabauornis
- Gracilornis
- Gretcheniao
- Hebeiornis
- Holbotia
- Hongshanornis
- Houornis
- Imparavis
- Iteravis
- Jeholornis
- Jianchangornis
- Jibeinia
- Jinguofortis
- Jiuquanornis
- Jixiangornis
- Juehuaornis
- Junornis
- Khinganornis
- Kompsornis
- Largirostrornis
- Liaoningornis
- Liaoxiornis
- Linyiornis
- Longchengornis
- Longicrusavis
- Longipteryx
- Longirostravis
- Longusunguis
- Meemannavis
- Mengciusornis
- Microenantiornis
- Mirusavis
- Monoenantiornis
- Musivavis
- Neimengornis
- Neobohaiornis
- Novavis
- Orienantius
- Otogornis
- Parabohaiornis
- Parahongshanornis
- Parapengornis
- Paraprotopteryx
- Parvavis
- Pengornis
- Piscivoravis
- Piscivorenantiornis
- Protopteryx
- Pterygornis
- Qiliania
- Rapaxavis
- Sapeornis
- Schizooura
- Shangyang
- Shanweiniao
- Shengjingornis
- Shenqiornis
- Shuilingornis
- Similiyanornis
- Sinornis
- Songlingornis
- Sulcavis
- Tianyuornis
- Xiangornis
- Xinghaiornis
- Yandangornis
- Yangavis
- Yanornis
- Yixianornis
- Yuanchuavis
- Yuanjiawaornis
- Yumenornis
- Yuornis
- Zhongjianornis
- Zhongornis
- Zhouornis